# Electragapetus martynovi
Electragapetus martynovi là một loài Trichoptera trong họ Glossosomatidae. Chúng phân bố ở miền Cổ bắc.